# Archivesica chuni
Archivesica chuni is een tweekleppigensoort uit de familie van de Vesicomyidae. De wetenschappelijke naam van de soort is voor het eerst geldig gepubliceerd in 1931 door Jaeckel & Thiele.